# Fujis udbrud 1707
Fujis udbrud 1707 er det seneste udbrud af den japanske vulkan Fuji. Efter japansk tidsregning taler man også om Hōei-udbruddet, idet Hōei betegner tidsrummet 1704-11.
Man kender til tre store udbrud af Fuji: To af disse forekom i Heian-perioden (794-1185) samt dette fra 1707 i Edo-perioden (1603-1867).
Udbruddet i 1707 medførte ikke flydende lava, men til gengæld en overvældende mængde vulkansk aske, der blev spredt over et stort område i Fujis omegn. Blandt andet ramte den hovedstaden Edo omkring 100 km fra vulkanen. Det anslås, at mængden af aske, der blev spredt, var på omkring 800 millioner m³.
Udbruddet fandt sted på vulkanens sydvestlige skråning og gav vulkanen tre nye kratere, kaldet 1., 2. og 3. Hōei-kraterne.

## Følgevirkninger
Året efter udbruddet gik Sakawa-floden over sine bredder som følge af de store aflejringer af vulkansk materiale. Dette materiale i form af blandt andet vulkansk sand faldt ned og dækkede store områder med landbrugsjord i området øst for Fuji. For at gøre markerne brugbare igen transporterede de lokale bønder store mængder af sand til specielle områder, hvor der opstod hele sandbakker. Regnen skyllede efterfølgende sandet ud i de nærmeste floder, hvorved disse blev smallere. Det gik især ud over Sakawa, hvori der opstod en slags dæmninger flere steder. I forbindelse med et voldsomt regnvejr 7. og 8. august 1708 gik floden over disse dæmninger, hvilket medførte en omfattende oversvømmelse af Ashigara-sletten.
35°24′N 138°42′Ø / 35.4°N 138.7°Ø